# Emma Augusta von Rothstein
Emma Augusta von Rothstein, född 31 augusti 1832 i Stockholm, död 13 november 1919 i Kungsholms församling, Stockholm, var en svensk pianist och pianolärare i Stockholm.

## Biografi
Emma Augusta von Rothstein föddes 31 augusti 1832 i Stockholm. Hon var dotter till grosshandlaren Adolf Fredrik von Rothstein och Mathilda Elisabet Wetterling.[källa behövs]
Rothstein studerade från 1841 till 1850 vid Adolf Fredrik Lindblads musikskola. Hon studerade piano för Henri Herz i Paris 1858. Under åren 1860 och 1863 uppträdde hon på konserter i Stockholm med stort bifall. Hon arbetade som pianolärare. Rothstein avled 13 november 1919 i Kungsholms församling, Stockholm.